# Cantonul Melun-Nord
Cantonul Melun-Nord este un canton din arondismentul Melun, departamentul Seine-et-Marne, regiunea Île-de-France , Franța.

## Comune
- Maincy
- Melun (parțial, reședință)
- Montereau-sur-le-Jard
- Rubelles
- Saint-Germain-Laxis
- Vaux-le-Pénil
- Voisenon